# Wyżyna Somalijska
Wyżyna Somalijska, Płaskowyż Somalijski – północno-wschodnia część Wyżyny Wschodnioafrykańskiej, ograniczona od zachodu tektonicznym zapadliskiem Rowu Abisyńskiego, położona na obszarze Etiopii i Somalii. Przez niektórych geografów Wyżyna Somalijska jest uważana za wschodnią część Wyżyny Abisyńskiej.

## Geografia
Zbudowana ze skał krystalicznych i piaskowców oraz pokryw lawowych. Wznosi się z południowego wschodu ku północy i zachodowi, kilka masywów górskich przekracza 4000 m n.p.m. (Batu 4307 m n.p.m., Kakka 4136 m n.p.m.). Klimat podrównikowy suchy, z powodu znacznych wysokości chłodniejszy i stosunkowo wilgotny, opady miejscami przekraczają 1000 mm rocznie. Przez wyżynę przepływają rzeki Uebi Szebeli oraz Dżuba.

## Roślinność
Naturalną formacją roślinną jest sawanna przechodząca na wyższych położeniach w roślinność wysokogórską. Część zachodnia użytkowana rolniczo. Uprawia się tam głównie zboża, bawełnę oraz orzeszki ziemne. Część wschodnia wykorzystywana jest w celach pasterskich. 